# Mauzé-Thouarsais
 Mauzé-Thouarsais  es una población y comuna francesa, situada en la región de Poitou-Charentes, departamento de Deux-Sèvres, en el distrito de Bressuire y cantón de Thouars-2.
Incluye la comuna asociada de Rigné.

## Demografía
| 1786 | 1735 | 1625 | 1771 | 1926 | 1988 |
| Para los censos de 1962 a 1999 la población legal corresponde a la población sin duplicidades (Fuente: INSEE [Consultar]) |      |      |      |      |      |